# بچه‌های آسمان
بچه‌های آسمان فیلمی ایرانی به نویسندگی و کارگردانی مجید مجیدی محصول ۱۳۷۵ است. این فیلم مورد تحسین منتقدان و جامعه قرار گرفت و باعث شناخت جامعه غرب از مجیدی شد. بچه‌های آسمان اولین فیلم ایرانی است که به عنوان پنج نامزد نهایی جایزه اسکار بهترین فیلم خارجی‌زبان در سال ۱۹۹۸ انتخاب شده بود و همچنین جایزه‌های معتبری از جمله جایزه فیپرشی جشنواره بین‌المللی فیلم مونترال را به دست آورد.

## داستان
پسرکی به نام علی کفش‌های خواهرش را گم می‌کند. از آنجایی که زهرا کفش دیگری ندارد و پدر هم توانایی مالی خرید کفش نو را ندارد، قرار می‌گذارند که صبح‌ها زهرا کتانی علی را بپوشد و ظهر علی در مسیر منتظر پایان مدرسه زهرا و آمدن او می‌شود تا کتانی را از زهرا دریافت و با آن به مدرسه برود. با وجود تلاشی که زهرا برای به موقع رساندن کفش‌ها به علی می‌کند اما علی هر روز دیر به مدرسه می‌رسد تا اینکه در مدرسه یک مسابقه برگزار می‌شود در این مسابقه به نفر سوم یک کتانی جایزه می‌دادند…

## بازیگران
- رضا ناجی
- میر فرخ هاشمیان
- فرشته سرابندی
- بهاره صدیقی
- نفیسه جعفر محمدی
- کمال میرکریمی
- بهزاد رفیعی
- کریستوفر مالکی
- حسن حسینیان

## تحلیل و نظرها
- راجر ایبرت در مورد بچه‌های آسمان نوشت: این فیلم آموزنده و دارای سکانس‌های فوق‌العاده است.
- بچه‌های آسمان با فیلم دزد دوچرخه مقایسه شد و مورد تحسین منتقدان قرار گرفت.
- نشریه اگزماینر سه فیلم از مجید مجیدی را در کنار آثار عباس کیارستمی و داریوش مهرجویی در میان ۱۰ فیلم برتر سینمای ایران معرفی کرده است.
- فارن پالیسی بچه‌های آسمان را جزو ۱۰ فیلم برتر تاریخ سینمای ایران برگزید.
- بچه‌های آسمان در آسیا مورد توجه بسیار قرار گرفت. در سنگاپور جزو پرفروش‌ترین فیلم‌های خارجی این کشور و در ژاپن نیز فیلمنامه بچه‌های آسمان در متون درسی کتاب آموزش زبان انگلیسی دوره دبیرستان این کشور تدریس می‌شود.
- بخشی از فیلمنامه فیلم بچه‌های آسمان در کتاب درسی مقطع راهنمایی و دبیرستان نیز قرار داده شده است.
- مجید مجیدی: آن زمان که می‌خواستم «بچه‌های آسمان» را بسازم آن را همه جا رد کردند از فارابی، تلویزیون و حوزه هنری تا جاهای دیگر به من می‌گفتند مگر این فیلم می‌شود؟ این یک کار ده دقیقه‌ای است، این چه قصه‌ای است؟ حتی دوستان خودم می‌گفتند این چه قصه‌ای است اما سه سال رویآن ایستادم. می‌دانستم که یک فیلم خوب می‌شود چون آن را زیست کرده بودم.[۸]

## نمایش
بچه‌های آسمان در کشورهای آمریکا، برزیل، هنگ کنگ، ژاپن، استرالیا، سنگاپور، لهستان، آرژانتین، آلمان، اسپانیا، هلند، مکزیک، نروژ، مالزی، فرانسه، بلژیک، یونان، ترکیه و کره جنوبی به نمایش درآمد. نامزد شدن فیلم در بخش بهترین فیلم خارجی زبان، بسیار به این نمایش گسترده کمک کرد. فیلم دو سال دیر تر از تولید به عنوان نمایندهٔ ایران به آکادمی اسکار معرفی شد و مجیدی همواره گلایه داشت که اگر سال قبل این فیلم می‌رفت، با رقیب جدی و مهمی مانند فیلم زندگی زیباست (ساخته روبرتو بنینی که گوی رقابت را از این فیلم و بقیه نامزدها ربود) مواجه نمی‌شد و با دریافت اسکار، نمایش خارجی گسترده‌تری داشت.

## جوایز
- نامزد شاهین نقره‌ای انجمن منتقدان فیلم آرژانتین ۲۰۰۰
- برنده جایزه بهترین فیلم از نگاه تماشاگران جشنواره بین‌المللی فیلم ورشو ۱۹۹۹
- نامزد جایزه بهترین فیم خارجی زبان انجمن فیلم مدار ۱۹۹۹
- نامزد جایزه اسکار بهترین فیلم خارجی‌زبان ۱۹۹۸
- برنده جایزه بهترین فیلم خارجی زبان جشنواره بین‌المللی فیلم نیوپورت ۱۹۹۸
- برنده جایزه پرنده نقره‌ای بهترین فیلم جشنواره بین‌المللی فیلم سنگاپور ۱۹۹۸[۹]
- نامزد جایزه بزرگ هیئت داوران بنیاد فیلم آمریکا ۱۹۹۷
- برنده سیمرغ بلورین بهترین فیلم جشنواره فیلم فجر ۱۹۹۷
- برنده سیمرغ بلورین بهترین کارگردانی جشنواره فیلم فجر ۱۹۹۷
- برنده سیمرغ بلورین بهترین فیلمنامه جشنواره فیلم فجر ۱۹۹۷
- برنده سیمرغ بلورین بهترین تدوین جشنواره فیلم فجر ۱۹۹۷
- برنده لوکاس جشنواره بین‌المللی فیلم‌های کودکان و نوجوان ۱۹۹۷
- برنده جایزه فیپرشی جشنواره بین‌المللی فیلم مونترال ۱۹۹۷
- برنده جایزه دس آمریکوس جشنواره بین‌المللی فیلم مونترال ۱۹۹۷
- برنده جایزه تماشاگران جشنواره بین‌المللی فیلم مونترال ۱۹۹۷
- برنده جایزه هیئت داوران جشنواره بین‌المللی فیلم مونترال ۱۹۹۷
- برنده سی ای اف ا جی جشنواره بین‌المللی فیلم کودکان اولو ۱۹۹۷
- برنده جایزه ویژه هیئت داوران جشن خانه سینما ۱۹۹۷